# 魣鱼龙属
魣鱼龙（学名：Barracudasaurus）是鱼龙目存疑的一个属，生存于三叠纪的中国，属下包括单一物种茅台魣鱼龙（B. maotaiensis）。

## 描述
魣鱼龙拥有细长的圆锥形前颌齿，牙齿横截面呈圆形、齿距较宽。上颌骨前部较短。